# Arezki Rabah
Pour les articles homonymes, voir Arezki.
Arezki Rabah né le 14 mars 1938 à la Casbah d'Alger et mort le 13 janvier 2017 à Alger, est un acteur algérien. Il a joué dans plusieurs films algériens, comiques et dramatiques.

## Filmographie

### Théâtre
- Hassan terro
- El ghoula
- Les Concierges

### Cinéma
- 1982 : Hassan Taxi de Mohamed Slim Riad
- 1987 : Hassan Niya de Ghaouti Ben Deddouche
- 1989 : Le Clandestin de Benamar Bakhti